# روژدن
روژدن (به بلغاری: Rozhden) یک منطقهٔ مسکونی در بلغارستان است که در Ruen واقع شده‌است.